# Heteropoda minahassae
Heteropoda minahassae là một loài nhện trong họ Sparassidae.
Loài này thuộc chi Heteropoda. Heteropoda minahassae được Anna Maria Sibylla Merian miêu tả năm 1911.